# Бриедис, Майрис
Ма́йрис Брие́дис (латыш. Mairis Briedis; род. 13 января 1985, Рига, Латвийская ССР) — латвийский боксёр-профессионал и кикбоксёр, выступающий в первой тяжёлой и тяжёлой весовых категориях, а также политик.
В любителях чемпион Европы по кикбоксингу (2008) и бронзовый призёр чемпионата мира по кикбоксингу (2007).
Среди профессионалов по боксу чемпион мира по версиям IBF (2020—2022), The Ring (2020—2022), WBC (2017—2018), WBO (2019), а также по второстепенным версиям IBO (2017), IBA (2013—2014) в 1-м тяжёлом весе. Обладатель бриллиантового пояса WBC Diamond (2018) в 1-м тяжёлом весе. Полуфиналист первого сезона и победитель второго сезона World Boxing Super Series в 1-м тяжёлом весе. Чемпион турнира Bigger’s Better (2012). Награждён орденом Трёх звёзд (2017).

## Биография
Майрис Бриедис родился 13 января 1985 года в Риге (Латвия), в семье Интса и Зинаиды Бриедисов. У него есть брат Артис и сестра Санта. Окончил Латвийскую академию спортивной педагогики. Старший лейтенант полиции.
В ноябре 2013 года Майрис Бриедис стал первым латвийским профессиональным боксёром, завоевавшим престижный титул чемпиона мира (по версии IBA).
В декабре 2014 года Майрису Бриедису был присуждён почётный титул «Человек Европы в Латвии».

## Спортивная карьера в кикбоксинге
Майрис Бриедис начал свою спортивную карьеру в качестве кикбоксёра, провёл более 80 боёв.
В апреле 2004 года Бриедис выиграл международные соревнования «Кубок Польши» в Люблине (Польша), победив в финальном поединке литовского боксёра Вадима Хромых, в весовой категории до 75 кг.
В марте 2006 года во время Международного чемпионата Латвии по кикбоксингу Бриедис выиграл золотую медаль в категории лайт-контакт в весе до 89 кг. И в категории лоу-кик занял первое место в весе до 86 кг.
В 2008 году он добился самого большого успеха в этой дисциплине, став победителем на чемпионате Европы по кикбоксингу 2008 года в Варне (Болгария) в категории фулл-контакт, в весе до 86 кг, где в финале победил польского боксёра Рафаля Александровича.

## Любительская карьера в боксе
- Чемпион Латвийского национального чемпионата 2008 года в Риге (91 кг) — ;
- Чемпион Латвии 2009 года в Елгаве (91 кг) — ;
- Чемпион Латвии 2011 года в Елгаве (91 кг) — .

## Профессиональная карьера в боксе
Карьеру профессионального боксёра Бриедис начал 11 октября 2009 года, победив единогласным решением судей литовского боксёра Рауля Рацилаускаса.

#### Турнир Bigger’s Better
С 2010 по 2013 годы принимал участие в серийном коммерческом турнире по боксу Bigger’s Better, и в финалах двух этапов — в мае 2010 года (Bigger’s Better 1) и в июле 2012 года (Bigger’s Better 13) одерживал победы, завоёвывая призовой выигрыш, причём в обоих финалах дважды победил опытного украинского боксёра Павла Журавлёва. 14 декабря 2012 года в Риге одержал победу в суперфинале Bigger’s Better King 2012 и стал чемпионом Bigger’s Better 2012 года. В 2013 году на турнире Bigger’s Better провёл несколько супер-боёв и во всех одержал победы.
Начиная с 2011 года, около 15 раз ездил в тренировочный лагерь боксёров братьев Кличко, являясь одним из самых частых спарринг-партнёров Владимира Кличко, помогая готовиться Владимиру к защите чемпионских титулов WBO, IBF, WBA и IBO, и в частности например к матчу против российского боксёра Александра Поветкина. А в мае — июне 2013 года был на трёхнедельном сборе у легендарного тренера Дона Тёрнера в США, и после тренировочного сбора в Северной Каролине там же техническим нокаутом победил американского боксёра Джонотана Фелтона. Также ездил в США спарринговать с чемпионом мира в полутяжёлом весе Сергеем Ковалёвым.

#### Завоевание и защита чемпионского титула IBA
22 ноября 2013 года Бриедис завоевал первый свой титул чемпиона мира по версии IBA в первом тяжёлом весе, победив техническим нокаутом в 5-м раунде известного чешского боксёра Любоша Шуду.
26 июля 2014 года Бриедис стал чемпионом Балтии по версии WBC Baltic, победив техническим нокаутом в 9-м раунде боксёра из Уганды Джоуи Вегаса.
14 ноября 2014 года Бриедис отстоял титул чемпиона мира по версии IBA в первом тяжёлом весе, победив единогласным решением судей бельгийского боксёра Исмаила Абдула.

#### Бой с Мануэлем Чарром
22 августа 2015 года одержал зрелищную победу нокаутом в 5-м раунде над известным сирийским боксёром Мануэлем Чарром. После победы над Чарром, Бриедис сразу поднялся на 5-е место в рейтинге по версии портала BoxRec — Boxing Records и впервые в карьере попал в мировую пятёрку лучших боксёров-профессионалов в первом тяжёлом весе (до 90.89 кг).

#### Бой с Дэни Вентером
21 февраля 2016 года состоялся бой Майриса с опытным южноафриканским боксёром Дэни Вентером, в котором Майрис победил соперника техническим нокаутом во 2-м раунде и завоевал титул интерконтинентального чемпиона по версии IBF в 1-м тяжёлом весе.

#### Отборочный бой с Оланреваджу Дуродолой
14 мая 2016 года состоялся бой Бриедиса в Риге (Латвия) против нигерийского боксёра Оланреваджу Дуродола (22-2, 20 КО). Нигериец хорошо начал бой и владел преимуществом, однако позднее Бриедис перехватил инициативу. В шестом раунде Дуродола побывал в нокдауне, а в девятом, после затяжной результативной атаки латвийского боксёра, рефери остановил бой. По ходу поединка с обоих бойцов было снято по одному очку за нарушения правил. Этот поединок имел статус отборочного по версии WBC, и Бриедис должен был встретиться с текущим (на тот момент) чемпионом мира по версии WBC в первом тяжёлом весе — британским боксёром Тони Белью.

#### Бой с Саймоном Валлили
15 октября 2016 года состоялся бой Бриедиса в Ливерпуле (Англия), где его соперником стал не имеющий поражений 31-летний британец Саймон Валлили. Этот поединок стал частью большого боксёрского шоу на 11-тысячной Echo Arena, в главном бою которого выступал чемпион мира по версии WBC в первом тяжёлом весе Тони Белью против 37-летнего американца Би Джей Флореса. Бой был нервным, изобиловал ударами по затылку со стороны Саймона Виллили, но в самом конце 2-го раунда Бриедис неожиданно попал боковым ударом справа, и Валлили «повело» на канаты, хотя добить у Майриса не получилось — прозвучал гонг. В 3-м раунде Майрис Бриедис попал в печень и Валлили пришлось присесть на колено, а после нескольких избивающих панчей, на которые английский боксёр перестал отвечать, рефери принял решение остановить бой. В результате Майрис Бриедис победил техническим нокаутом в 3-м раунде.

#### Чемпионский бой с Марко Хуком
1 апреля 2017 года в поединке за вакантный титул чемпиона мира по версии WBC и принадлежащий Хуку титул IBO в 1-м тяжёлом весе (до 90,7 кг) победил единогласным решением судей (счёт: 118—109, 116—111, 117—110) немецкого ветерана Марко Хука и впервые в истории мирового бокса стал первым представителем Латвии, ставшим чемпионом мира по боксу среди профессионалов по самой престижной версии.

### Участие в турнире World Boxing Super Series

#### Бой с Майком Пересом
30 сентября 2017 года в Риге Майрис Бриедис успешно защитил титул чемпиона мира по версии WBC в 1-м тяжёлом весе (до 90,7 кг). Его соперником был кубинец Майк Перес. Кубинский боксёр практически весь бой работал первым номером, но Бриедис хорошо бил навстречу и умело использовал клинч. Оба боксёра показали высокую функциональную готовность и бой оставался напряжённым до финального гонга, но в целом преимущество Бриедиса не вызывало сомнений на протяжении всего поединка. По итогам двенадцати раундов, судьи единогласно отдали победу Бриедису со счётом: 116—110, 115—111, 114—112. По ходу боя с обоих боксёров было снято по одному очку.

#### Объединительный бой с Александром Усиком
27 января 2018 года в Риге состоялся полуфинальный бой World Boxing Super Series в тяжёлом весе между Бриедисом и украинцем Александром Усиком, где Майрис проиграл решением большинства судей, вылетев из турнира и потеряв пояс. Бой продлился все 12 раундов, после которых судейским решением Александр Усик одержал победу со счётом: 114—114, 115—113 (дважды). Сразу после боя в ринге Александр Усик признался, что бой против Бриедиса был самым тяжёлым в его карьере. «Определяющим в бое стала оппозиция спортсмена, качественный бой со стороны Майриса. Это, наверное, мои самые тяжёлые 12 раундов, которые я проводил когда-либо. Мы сделаем соответствующие выводы и будем готовиться к финалу», — сказал Усик после боя.

#### Бой с Брэндоном Делорье
Бриедис победил француза Брэндона Делорье. Бой прошел в Москве в андеркарде вечера бокса «Гассиев — Усик». Бриедис доминировал весь бой и победил единогласным решением судей.

### Участие в турнире World Boxing Super Series 2

#### Бой с Ноэлем Гевором
Латвийский экс-чемпион действовал первым номером. Гевор контратаковал и наматывал круги по периметру ринга. Несколько ударов по затылку от уроженца Армении вынудили рефери оштрафовать боксёра в 4-м раунде. В бою было много клинчей, мелких нарушений правил, столкновений головами. 6-й и 7-й раунды Гевор записал в свою копилку. После экватора боксёр из ФРГ действовал увереннее, а Бриедис всё никак не мог отыскать свой ритм и дистанцию. Ко всем бедам латвийца прибавился штраф от рефери в 10-й трёхминутке — боксёр зажал голову соперника одной рукой, а другой наносил удары. Чемпионские раунды остались за Бриедисом, но борьбы и грязи по-прежнему было больше, чем бокса. Судейский вердикт: 116:110, 115:111 и 114:112 в пользу Бриедиса.

#### Чемпионский бой с Кшиштофом Гловацким
Первый раунд прошел в разведке. Во 2-м раунде началась неразбериха. Гловацки пробил по затылку Бриедису, тот ответил ударом локтем — попал в челюсть. Поляк упал, но рефери потребовал продолжить бой. За удар локтем рефери снял зачётный балл с латвийского бойца. Бой продолжился, и Бриедис уронил Гловацки в тяжёлый нокдаун. Из-за скандирования болельщиков рефери не услышал сигнал об окончании раунда — поляк вновь оказался на канвасе. Неразбериха продолжилась. Рефери разрешил бойцам выйти на 3-й раунд. Почувствовав, что Гловацки на грани поражения, Бриедис набросился на оппонента и вновь отправил того на настил ринга, после чего рефери остановил бой.

#### Чемпионский бой с Юниером Дортикосом
26 сентября 2020 года в Мюнхене состоялся финальный бой турнира WBSS в первом тяжёлом весе между Майрисом Бриедисом и кубинцем Юниэлем Дортикосом. На кону, помимо кубка Мохаммеда Али, стояли пояса IBF (принадлежавший Дортикосу) и The Ring. Первый раунд боксёры, не выходившие на ринг более года, провели осторожно. Во втором и третьем раундах Дортикос активизировался, но Бриедис не дал ему захватить инициативу, грамотно контролируя его атаки. В дальнейшем Бриедис, в отличие от своего предыдущего боя против Кшиштофа Гловацкого, боксировал умело и чисто и имел небольшое, но очевидное преимущество практически в каждом раунде, а Дортикос не предложил ничего, что переломило бы ход боя. После окончания двенадцатого раунда двое судей отдали победу Бриедису со счётом 117—111, а третий выставил ничейный счёт 114—114, означающий, что Бриедис победил большинством судейских записок.

#### Чемпионский бой с Джеем Опетая
2 июля 2022 года в Голд-Косте (Австралия) единогласным решением судей (счёт: 113—115, 112—116 дважды) проиграл австралийцу Джею Опетая, и утратил титул чемпиона мира по версии IBF (2-я защита Бриедиса) в 1-м тяжёлом весе. Бой получил статус апсет года по версии журнала «The Ring».
19 декабря 2023 года Опетая принял решение отказаться от титула чемпиона мира по версии IBF в 1-м тяжёлом весе (до 90,7 кг) из-за давления организации требовавшей безотлагательного реванша с Майрисом Бриедисом.

#### Второй чемпионский бой с Опетайей
После того как титул оказался вакантным, IBF вновь назначила проведение реванша между двумя экс-чемпионами Опетайей и Бриедисом. Бой планировалось провести в андеркарде Александр Усик — Тайсон Фьюри 18 февраля, но после получения рассечения Фьюри весь кард был перенесен на 18 мая. Бой продлился все 12 раундов, по итогам которых тяжёлую победу праздновал Опетайя. 
Завершил карьеру в 39 лет.

## Таблица профессиональных поединков
В таблице перечислены результаты всех поединков боксёров.
В каждой строке указан результат поединка. Дополнительно номер поединка обозначен цветом, который обозначает итог поединка. Расшифровка обозначений и цветов представлена в нижеследующей таблице.
| Пример | Расшифровка                     |
| ------ | ------------------------------- |
|        | Победа                          |
|        | Ничья                           |
|        | Поражение                       |
|        | Планируемый поединок            |
|        | Поединок признан несостоявшимся |
| КО     | Нокаут                          |
| ТКО    | Технический нокаут              |
| PTS    | Решение судей (по очкам)        |
| UD     | Единогласное решение судей      |
| MD     | Решение большинства судей       |
| SD     | Раздельное решение судей        |
| RTD    | Отказ от продолжения боя        |
| DQ     | Дисквалификация                 |
| NC     | Поединок признан несостоявшимся |

| 31 поединок, 28 побед (20 нокаутом), 3 поражения. | 31 поединок, 28 побед (20 нокаутом), 3 поражения. | 31 поединок, 28 побед (20 нокаутом), 3 поражения. | 31 поединок, 28 побед (20 нокаутом), 3 поражения. | 31 поединок, 28 побед (20 нокаутом), 3 поражения.          | 31 поединок, 28 побед (20 нокаутом), 3 поражения. | 31 поединок, 28 побед (20 нокаутом), 3 поражения. |
| Бой                                               | Рекорд                                            | Дата                                              | Соперник                                          | Место боя                                                  | Результат                                         | Данные о бое |
| ------------------------------------------------- | ------------------------------------------------- | ------------------------------------------------- | ------------------------------------------------- | ---------------------------------------------------------- | ------------------------------------------------- | --- |
| 31                                                | 28-3                                              | 18 мая 2024                                       | Джей Опетая (2) (24-0)                            | Kingdom Arena, Эр-Рияд, Саудовская Аравия                  | UD 12                                             | Бой за титул чемпиона мира по версиям The Ring (3-я защита Опетайи) и вакантный титул IBF в 1-м тяжёлом весе. Счёт судей: 117-111, 116-112 (дважды).                                                  |
| 30                                                | 28-2                                              | 2 июля 2022                                       | Джей Опетая (21-0)                                | Конференц-центр Голд-Кост, Голд-Кост, Квинсленд, Австралия | UD 12                                             | Счёт: 113-115, 112-116 (дважды). Утратил титул чемпиона мира по версии IBF (2-я защита Бриедиса) в 1-м тяжёлом весе.                                                                                  |
| 29                                                | 28-1                                              | 16 октября 2021                                   | Артур Манн (17-1)                                 | Арена Рига, Рига, Латвия                                   | TKO 3 (12), 1:57                                  | Защитил титул чемпиона мира по версиям IBF и The Ring (1-я защита Бриедиса) в 1-м тяжёлом весе. |
| 28                                                | 27-1                                              | 26 сентября 2020                                  | Юниэль Дортикос (24-1)                            | Вещательный центр Plazamedia, Мюнхен, Бавария, Германия    | MD 12                                             | Счёт: 114-114, 117-111 (дважды). Завоевал титул чемпиона мира по версиям IBF (1-я защита Дортикоса), вакантный пояс The Ring и Кубок Мохаммеда Али в 1-м тяжёлом весе. Победитель турнира WBSS 2.     |
| 27                                                | 26-1                                              | 15 июня 2019                                      | Кшиштоф Гловацкий (31-1)                          | Арена Рига, Рига, Латвия                                   | TKO 3 (12), 0:27                                  | Полуфинал турнира WBSS 2. Завоевал титул чемпиона мира по версии WBO (1-я защита Гловацкого) в 1-м тяжёлом весе. Гловацкий в нокдауне во 2-м и 3-м раундах.                                           |
| 26                                                | 25-1                                              | 10 ноября 2018                                    | Ноэль Микаелян (23-1)                             | UIC Pavilion, Чикаго, Иллинойс, США                        | UD 12                                             | Счёт: 116-110, 115-111, 114-112. Завоевал вакантный титул чемпиона по версии WBC Diamond в 1-м тяжёлом весе и прошёл в полуфинал турнира WBSS 2.                                                      |
| 25                                                | 24-1                                              | 21 июля 2018                                      | Брэндон Делорье (11-1-1)                          | СК Олимпийский, Москва, Россия                             | UD 10                                             | Счёт: 100-90 (трижды). |
| 24                                                | 23-1                                              | 27 января 2018                                    | Александр Усик (13-0)                             | Арена Рига, Рига, Латвия                                   | MD 12                                             | Объединительный бой за титулы чемпиона мира по версиям WBC (2-я защита Бриедиса) и WBO (4-я защита Усика) в 1-м тяжёлом весе. Полуфинал турнира WBSS. Счёт: 114-114, 113-115 (дважды) в пользу Усика. |
| 23                                                | 23-0                                              | 30 сентября 2017                                  | Майк Перес (22-2-1)                               | Арена Рига, Рига, Латвия                                   | UD 12                                             | Счёт: 116-110, 115-111, 114-112. Защитил титул чемпиона мира по версии WBC (1-я защита Бриедиса) в 1-м тяжёлом весе. Четвертьфинал турнира WBSS.                                                      |
| 22                                                | 22-0                                              | 1 апреля 2017                                     | Марко Хук (40-3-1)                                | Дортмунд, Северный Рейн-Вестфалия, Германия                | UD 12                                             | Счёт: 118-109, 117-110, 116-111. Завоевал вакантный титул чемпиона мира по версии WBC и IBO в 1-м тяжёлом весе.                                                                                       |
| 21                                                | 21-0                                              | 15 октября 2016                                   | Саймон Валлили (9-0)                              | Echo Arena, Ливерпуль, Англия, Великобритания              | TKO 3 (8), 2:36                                   | |
| 20                                                | 20-0                                              | 14 мая 2016                                       | Оланреваджу Дуродола (22-2-0)                     | Арена Рига, Рига, Латвия                                   | TKO 9 (12), 2:59                                  | Счёт: 77-72, 78-70 (дважды). Завоевал титул чемпиона по версии WBC Silver и статус обязательного претендента на бой с чемпионом мира по версии WBC в 1-м тяжёлом весе.                                |
| 19                                                | 19-0                                              | 21 февраля 2016                                   | Дэни Вентер (20-7-0)                              | Арена Рига, Рига, Латвия                                   | TKO 2 (12), 2:24                                  | Счёт: 10-8 (трижды). Завоевал вакантный титул чемпиона по версии IBF Inter-Continental в 1-м тяжёлом весе.                                                                                            |
| 18                                                | 18-0                                              | 6 ноября 2015                                     | Ласло Хуберт (41-16-1)                            | Франкфурт-на-Майне, Гессен, Германия                       | TKO 2 (6), 1:37                                   | |
| 17                                                | 17-0                                              | 22 августа 2015                                   | Мануэль Чарр (28-3-0)                             | Ахмат-Арена, Грозный, Россия                               | KO 5 (8), 2:55                                    | Бой проходил в рамках тяжёлого веса: Чарр превосходил Бриедиса в габаритах (вес — 111 кг против 97 кг).                                                                                               |
| 16                                                | 16-0                                              | 28 июня 2015                                      | Эмре Алтынташ (10-6-1)                            | Кайзерслаутерн, Рейнланд-Пфальц, Германия                  | TKO 2 (6), 1:35                                   | |
| 15                                                | 15-0                                              | 10 апреля 2015                                    | Бьёрн Блашке (9-5-1)                              | Бад-Фильбель, Гессен, Германия                             | TKO 4 (6), 1:45                                   | Счёт: 30-26, 30-26, 30-26. |
| 14                                                | 14-0                                              | 14 ноября 2014                                    | Исмаил Абдул (55-31-2)                            | Олимпийский зал, Лиепая, Латвия                            | UD 12                                             | Бой за титул чемпиона мира по версии IBA в первом тяжёлом весе. Счёт: 120-108, 120-109, 120-110. |
| 13                                                | 13-0                                              | 26 сентября 2014                                  | Чаба Фаур (6-3-2)                                 | Франкфурт-на-Майне, Гессен, Германия                       | KO 1 (6), 1:45                                    | |
| 12                                                | 12-0                                              | 26 июля 2014                                      | Джоуи Вегас (16-8-1)                              | Рига, Латвия                                               | TKO 9 (10), 1:09                                  | Счёт: 80-72, 79-72, 80-72. Завоевал вакантный чемпионский титул WBC Baltic в первом тяжёлом весе. |
| 11                                                | 11-0                                              | 22 ноября 2013                                    | Любош Шуда (30-7-1)                               | Олимпийский зал, Лиепая, Латвия                            | RTD 5 (12), 3:00                                  | Счёт: 50-44, 50-44, 50-44. Завоевал вакантный титул чемпиона мира по версии IBA в первом тяжёлом весе.                                                                                                |
| 10                                                | 10-0                                              | 5 июля 2013                                       | Джереми Уанна (14-8-0)                            | Олимпийский зал, Порто Каррас, Греция                      | UD 8                                              | Супер-бой Bigger’s Better 23. BB Reloaded II Boxing Heavyweight. Счёт: 80-72, 80-72, 79-74. |
| 9                                                 | 9-0                                               | 14 июня 2013                                      | Джонатан Фелтон (6-26-1)                          | Роли, Северная Каролина, США                               | TKO 2 (6), 2:41                                   | |
| 8                                                 | 8-0                                               | 23 марта 2013                                     | Дэнни Уильямс (44-15-0)                           | Рига, Латвия                                               | TKO 2 (6), 1:09                                   | |
| 7                                                 | 7-0                                               | 20 октября 2012                                   | Марко Ангерманн (11-13-1)                         | Рига, Латвия                                               | TKO 2 (6), 2:38                                   | |
| 6                                                 | 6-0                                               | 16 июня 2012                                      | Йожеф Надь (27-11-0)                              | СК «Майори», Юрмала, Латвия                                | TKO 2 (6), 1:07                                   | |
| 5                                                 | 5-0                                               | 24 марта 2012                                     | Руслан Синявский (debut)                          | Рига, Латвия                                               | TKO 1 (6), 2:50                                   | |
| 4                                                 | 4-0                                               | 8 октября 2011                                    | Андрей Наглис (2-0-1)                             | Рига, Латвия                                               | KO 2 (6), 0:25                                    | |
| 3                                                 | 3-0                                               | 2 июня 2011                                       | Иосип Ялушич (10-23-1)                            | Рига, Латвия                                               | TKO 1 (6)                                         | |
| 2                                                 | 2-0                                               | 12 июня 2010                                      | Габор Жалек (7-8-1)                               | Крыница-Здруй, Польша                                      | TKO 1 (6), 3:00                                   | |
| 1                                                 | 1-0                                               | 11 октября 2009                                   | Рауль Рацилаускас (debut)                         | Рига, Латвия                                               | UD 4                                              | Счёт: 40-37, 40-36, 40-36. |
| Бой                                               | Рекорд                                            | Дата                                              | Соперник                                          | Место боя                                                  | Результат                                         | Комментарии |

## Титулы

### Региональные титулы
Действующий чемпион по версии WBC Diamond (2018—н. в.) в 1-м тяжёлом весе.
И бывший чемпион по версиям WBC Silver (2016), WBC Baltic (2014—2016), IBF Inter-Continental (2016) в 1-м тяжёлом весе.

### Награды
- Бой «Усик — Бриедис» вошел в список 21 самого запоминающегося боя в истории первого тяжёлого веса по версии WBC[38].

## Политическая карьера
На парламентских выборах 2022 года баллотировался в Сейм Латвии по списку политической партии «Согласие», занимая третью позицию в рижском избирательном списке партии. «Согласие» не преодолело избирательный барьер в 5 % и не попало в Сейм. Позже он вышел из партии «Согласие». В одном из интервью он заявил, что вступление в данную партию была ошибка.
6 марта 2025 года года он вступил в партию «Стабильность!». На муниципальных выборах того же года был избран в Рижскую думу от политической партии «Стабильность!», вторым номером в списке; после этого появились сообщения, что в составе Думы Бриедис будет независимым депутатом, однако сам политик эти сообщения опроверг. 14 августа 2025 года, он объявил, что выходит из партии «Стабильность!», и а также покидает фракцию партии в думе.

## Личная жизнь
Майрис женат на Юлии Бриеде. У них есть трое общих сыновей: Рафаэль, Брендон и Габриэль. У Майриса также есть двое сыновей-близнецов от непродолжительных отношений: Ричард и Дэвид.